# John Fetterman
John Karl Fetterman (West Reading, 15 de agosto de 1969) é um político americano e senador pela Pensilvânia. Membro do Partido Democrata, ele atuou como 34º vice-governador da Pensilvânia de 2019 a 2023 e anteriormente como prefeito de Braddock de 2006 a 2019. Na eleição de 2022 para o Senado dos Estados Unidos, Fetterman derrotou o republicano Mehmet Oz.
Geralmente descrito como um progressista, Fetterman defende a saúde como um direito, a reforma da justiça criminal, a abolição da pena de morte, o aumento do salário mínimo federal para US$ 15 por hora e a legalização da cannabis.

## Biografia
Fetterman nasceu em 1969 no Reading Hospital em West Reading, Pensilvânia, filho de Karl e Susan Fetterman. Seus pais eram casados e ambos tinham 19 anos na época de seu nascimento. Mais tarde, se mudaram para York, Pensilvânia, onde Fetterman cresceu e seu pai se tornou sócio de uma seguradora. Fetterman cresceu em um subúrbio rico de York e seus pais eram republicanos conservadores.
Fetterman teve o que chama de uma educação privilegiada, acrescentando que "andou como sonâmbulo" em sua juventude, jogando futebol americano universitário por quatro anos e pretendendo ser dono do negócio de seu pai. Em 1991, Fetterman formou-se no Albright College, também o colégio de seu pai, com um diploma em finanças, após o qual recebeu um Master of Business Administration (MBA) da Universidade de Connecticut em 1993. Por Por dois anos, Fetterman trabalhou em Pittsburgh como subscritor de gerenciamento de risco para a empresa suíça Chubb.
Enquanto estudava na Universidade de Connecticut, seu melhor amigo morreu em um acidente de carro, que teve um efeito formativo em sua vida e na carreira de Fetterman. Após a morte de seu amigo, Fetterman juntou-se aos Big Brothers Big Sisters of America, emparelhando-se com um menino de oito anos em New Haven, Connecticut, cujo pai havia morrido de AIDS e cuja mãe estava morrendo lentamente devido à mesma doença. Durante esse tempo, Fetterman diz que ficou "perturbado com o conceito da loteria de nascimento aleatório" e prometeu à mãe do menino que continuaria a cuidar de seu filho mesmo depois que ela morresse. Em 1995, se juntou ao recém-fundado AmeriCorps e foi enviado para ensinar alunos em Pittsburgh. Mais tarde, frequentou a Harvard Kennedy School na Universidade de Harvard, graduando-se em 1999 com um mestrado em Administração Pública.

### Vice-governador da Pensilvânia (2019-2023)
Em 14 de novembro de 2017, Fetterman concorreu à indicação democrata para vice-governador da Pensilvânia, desafiando o vice-governador Mike Stack, entre outros. Ele ganhou o endosso do senador de Vermont Bernie Sanders, do prefeito de Pittsburgh, Bill Peduto, e do ex-governador da Pensilvânia e prefeito da Filadélfia, Ed Rendell.
Em 15 de maio, Fetterman venceu as primárias democratas com 38% dos votos. Em 6 de novembro de 2018, Fetterman e o atual governador Tom Wolf derrotaram os republicanos Scott Wagner e Jeff Bartos nas eleições gerais.

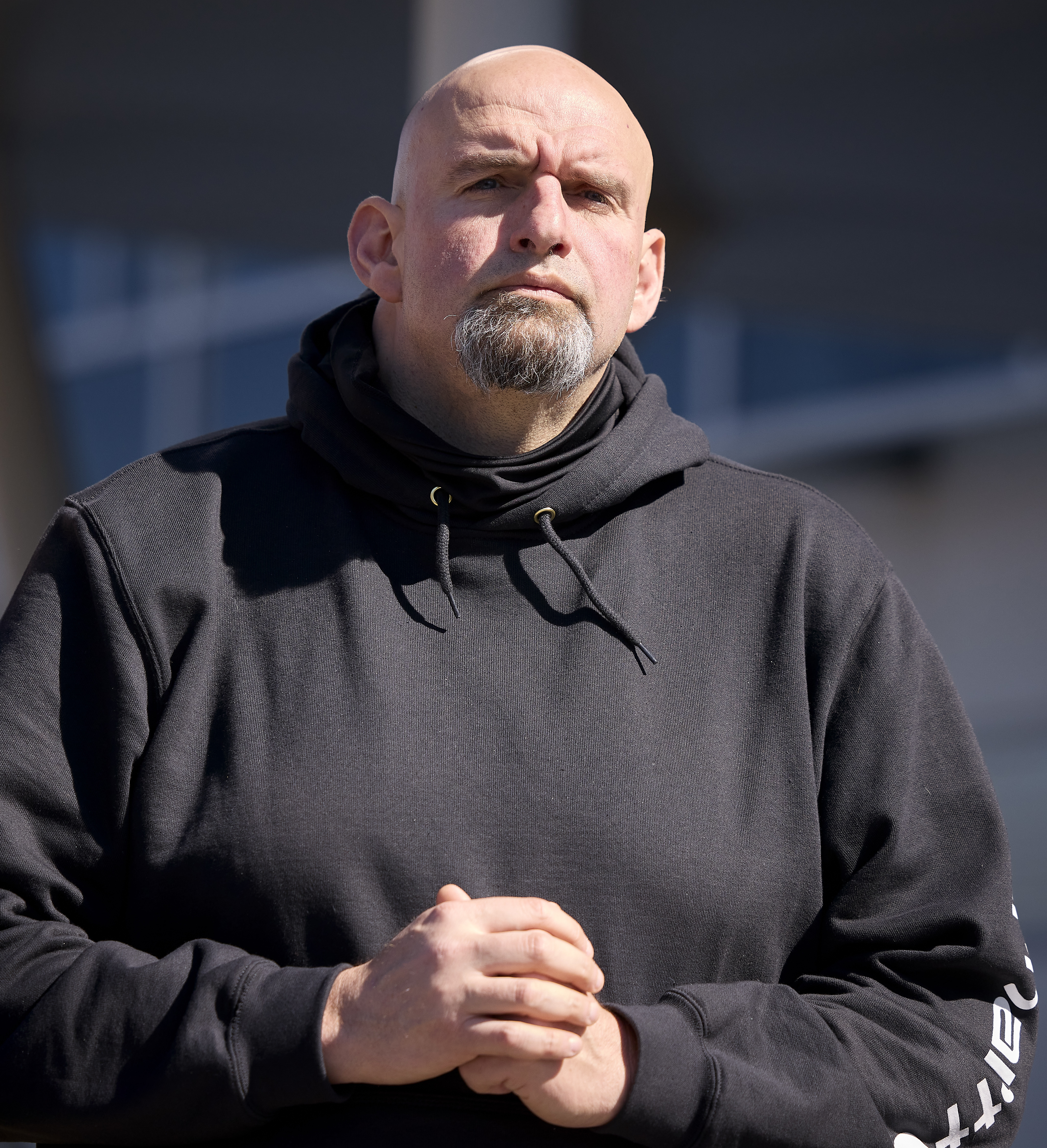
Fetterman como vice-governador em 2022

Fetterman foi empossado como vice-governador da Pensilvânia em 15 de janeiro de 2019. Uma de suas primeiras funções foi investigar a legalização da maconha estadual. Fetterman percorreu todos os 67 condados da Pensilvânia e falou aos residentes sobre a legalização da maconha. Depois de completar a turnê, divulgou um relatório de suas descobertas. Em uma demonstração de apoio à legalização da maconha e à comunidade LGBTQ+, Fetterman pendurou uma bandeira do orgulho gay e uma folha de maconha na sacada de seu escritório, com vista para a capital do estado. No entanto, parte de um projeto de lei abrangente, sancionado pelo governador Wolf, proibiu bandeiras não autorizadas nas propriedades do Capitólio. No entanto, Fetterman continuou a desafiar a lei e agitar bandeiras do lado de fora de seu escritório.
Uma investigação da Associated Press sobre a programação diária de Fetterman durante sua gestão descobriu que tinha um horário de trabalho leve e frequentemente se ausentava dos negócios oficiais do estado. De janeiro de 2019 a maio de 2022, a agenda oficial de Fetterman ficou em branco por um terço dos dias úteis. Além disso, os dias que trabalhava eram frequentemente curtos, de quatro a cinco horas. Estava frequentemente ausente da presidência do Senado do Estado da Pensilvânia, um dever oficial do vice-governador. Em 2020 frequentou apenas metade das sessões e em 2021 apenas um terço das sessões.

#### Conselho de Indultos
O papel de vice-governador tem muito pouco poder real, mas supervisiona o Conselho de Indultos da Pensilvânia. Nesta posição, Fetterman trabalhou para aumentar a quantidade de comutações e perdões para aqueles que cumpriam pena de prisão na Pensilvânia. O Philadelphia Inquirer relatou que Fetterman dirigia o Conselho de Indultos "com o coração de um ativista e, às vezes, a força de um valentão". O The Inquirer também escreveu que Fetterman havia ameaçado entrar em campo contra o procurador-geral Josh Shapiro, que estava pensando em concorrer a governador na época, a menos que Shapiro argumentasse por mais indultos.
O Conselho de Indultos recomendou 50 comutações para prisão perpétua, e o Governador Tom Wolf concedeu 47. Como Vice-Governador, Fetterman anunciou "um esforço coordenado para um projeto único de perdão em larga escala para pessoas com condenações criminais não violentas por maconha...".

#### Donald Trump
Em novembro de 2020, Fetterman ficou conhecido nos Estados Unidos por dizer que Donald Trump "não era diferente de qualquer outro troll aleatório da Internet" e que "pode processar um sanduíche de presunto" em resposta à ameaça de Trump de abrir um processo na Pensilvânia por suposto eleitor fraude nas eleições presidenciais de 2020.
A eleição presidencial de 2020 na Pensilvânia foi vencida por Joe Biden, que obteve mais de 81.000 votos à frente de Trump. As alegações de Trump sobre fraude eleitoral levaram a uma contestação dos resultados, e o procurador-geral do Texas, Ken Paxton, entrou com uma ação para anular os resultados também na Pensilvânia. Paxton foi acompanhado por outros 18 procuradores-gerais republicanos de outros estados. Em apoio a esse esforço, o vice-governador do Texas, Dan Patrickofereceu uma recompensa de US$ 1 milhão para quem pudesse provar um caso de fraude nos estados afetados. Fetterman respondeu certificando que a Pensilvânia havia descoberto três casos de fraude eleitoral: dois homens votaram como suas mães mortas (ambos para Trump) e outro votou em nome de seu filho e dele mesmo (também em Trump). Fetterman disse que seu homólogo do Texas teve que pagar um milhão por cada um desses casos. Disse que estava orgulhoso de anunciar que Trump "conseguiu 100 por cento dos votos de sua mãe morta", na Pensilvânia. A provocação de Fetterman sobre a suposta fraude eleitoral ganhou publicidade nacional.

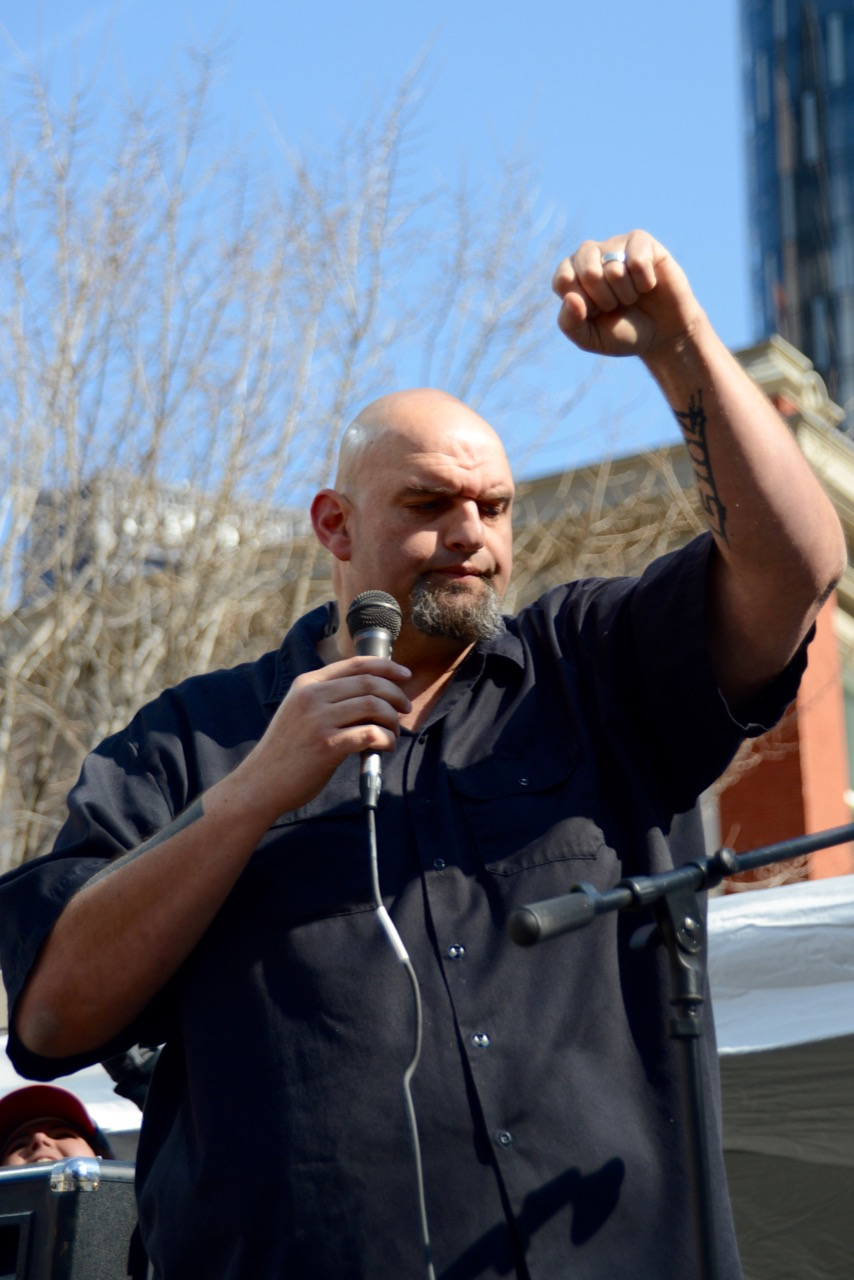
Fetterman fazendo campanha em Pittsburgh em 2016

### Campanha ao Senado dos Estados Unidos
Em 14 de setembro de 2015, Fetterman anunciou sua candidatura à indicação democrata para a vaga no Senado dos Estados Unidos ocupada por Pat Toomey nas eleições de 2016. Sua campanha foi considerada uma chance para mais dois candidatos conhecidos, Katie McGinty e Joe Sestak, candidato democrata para o Senado em 2010.
A campanha de Fetterman se concentrou em valores progressistas e na construção de apoio por meio do movimento popular, fazendo comparações com Bernie Sanders. Fetterman foi o único candidato democrata estadual na Pensilvânia a apoiar Sanders. Apesar dos baixos fundos de campanha e pesquisas dando a ele 4% uma semana antes das primárias, Fetterman conseguiu reunir 20% dos votos das primárias e ainda terminar em terceiro. Eventualmente, Tommey foi reeleito.

### 2022
Em 4 de fevereiro de 2021, Fetterman concorreu à vaga no Senado, desocupada pelo senador aposentado Pat Toomey.
O principal oponente de Fetterman nas primárias democratas para o Senado foi o atual representante dos Estados Unidos, Conor Lamb. Um comitê de ação política em apoio a Lamb publicou anúncios atacando Fetterman por ser "um autodenominado socialista democrático". Enquanto o anúncio citava um artigo da NPR, que descrevia Fetterman como um socialista, o The Philadelphia Inquirer comentou que "Fetterman nunca se descreveu dessa forma". Tanto Lamb quanto outro candidato, Malcolm Kenyatta, criticaram Fetterman pelo incidente em que ele apontou uma espingarda carregada para um corredor negro que ele acreditava ter disparado uma pistola.

Logo da campanha de Fetterman para o Senado dos EUA em 2022

Apesar de liderar em muitas pesquisas, Fetterman recebeu poucos votos nas primárias democratas. O deputado estadual John I. Kane disse que a falta de aprovações faz parte da "personalidade do lobo solitário" de Fetterman. Darisha Parker, representante estadual da Filadélfia, afirmou que nunca tinha visto: "Então, se um vice-governador não se dá ao trabalho de falar com alguém como eu, então por que devemos enviar alguém como ele para Washington?". Fetterman ainda venceu as primárias democratas com 58,7% dos votos, derrotando seu rival mais próximo, Lamb, com 32,4% dos votos. Fetterman venceu em todos os condados, incluindo o condado de Filadélfia, mas lutou para obter grande parte do voto negro da cidade, recebendo apenas 18% dos votos em distritos de maioria negra.

#### AVC durante a campanha
Em 13 de maio de 2022, com as eleições para governador em andamento, Fetterman sofreu um derrame isquêmico e foi hospitalizado. O AVC foi causado por um coágulo causado por fibrilação atrial (ritmo cardíaco irregular). Como Fetterman também sofria de cardiomiopatia (ele já havia sido hospitalizado em 2017 por fibrilação atrial  mas a notícia não havia sido divulgada), seus médicos implantaram nele um marca-passo e um desfibrilador. Teve alta do hospital em 22 de maio de 2022.
Em uma carta no início de junho de 2022, seus médicos escreveram que Fetterman estava "bem compensado e estável" e que "se ele estiver tomando remédios, comendo de forma saudável e fazendo exercícios, ficará bem". Os médicos também disseram que Fetterman não sofreu nenhum comprometimento cognitivo e que esperavam uma recuperação completa. Fetterman lamentou ter ignorado sua saúde; depois de ser diagnosticada em 2017 com fibrilação atrial, ela não consultava um médico há cinco anos e não continuava tomando seus medicamentos.
Em uma carta de outubro de 2022 fornecendo uma atualização médica, o médico de cuidados primários de Fetterman disse que durante o exame, ele "falou de forma inteligente, sem deficiências cognitivas" e melhorou significativamente a comunicação em sua primeira visita. O derrame de Fetterman o deixou com sintomas de distúrbio do processamento auditivo, e usa legendas ocultas como uma ajuda para ler a fala em tempo real.

## Vida pessoal

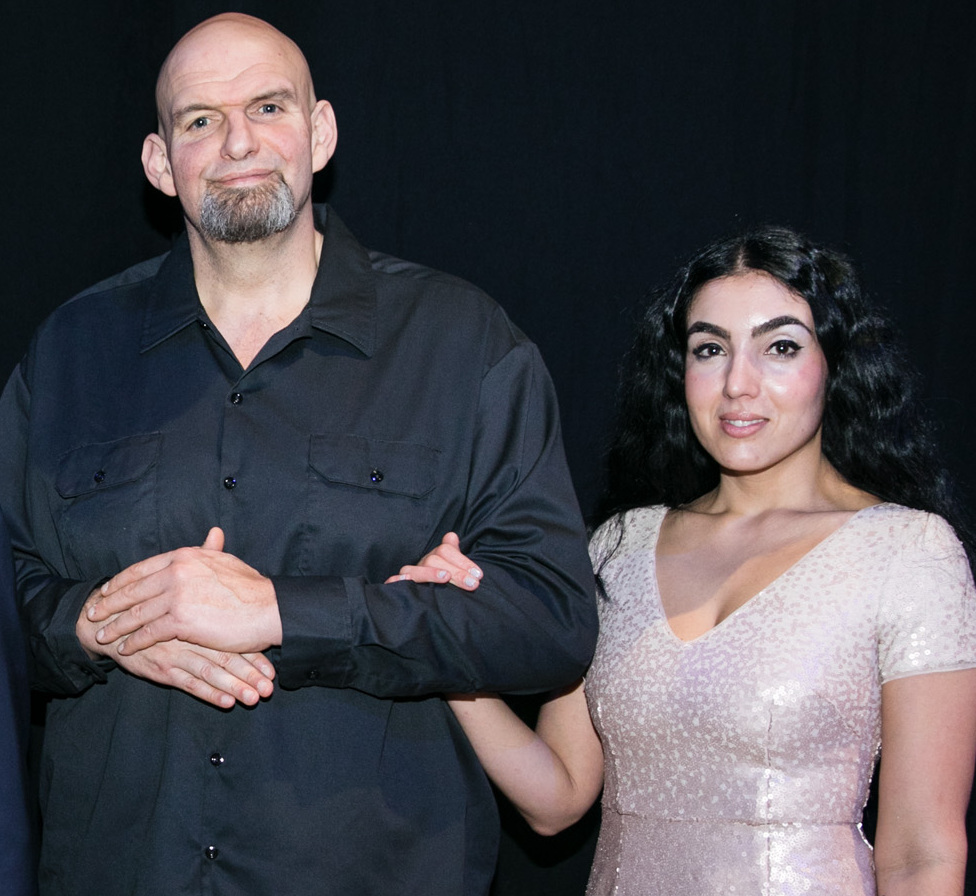
Fetterman e sua esposa Gisele Almeida em 2019

Fetterman é casado com Gisele Barreto Fetterman (nascida Almeida), uma ativista brasileira-americana. Almeida, que já foi imigrante sem documentos e residente em Newark, Nova Jersey, soube do trabalho de Fetterman como prefeito de Braddock e escreveu uma carta para ele em 2007. Fetterman a convidou para visitar Braddock e casaram um ano depois. O casal tem três filhos e mora em uma concessionária de carros reformada com seus conhecidos cães de resgate, Levi e Artie; Levi, que é mestiço, apareceu no especial de televisão CW Dogs of the Year 2021. A família optou por não morar na State House, residência oficial do vice-governador da Pensilvânia. O casal tem três filhos, dois meninos e uma menina.
Fetterman, que tem 2,06 metros de altura, é conhecido por seu estilo de roupa casual. Costuma ser visto vestindo um moletom e shorts. Possui apenas um terno, que usa quando preside o Senado da Pensilvânia, onde há um código de vestimenta rígido.